# Shakhdaraïta-(Y)
La shakhdaraïta-(Y) és un mineral de la classe dels òxids que pertany al grup de la samarskita. Rep el nom de la vall del riu Shakhdara, on es troba la localitat tipus.

## Característiques
La shakhdaraïta-(Y) és un òxid de fórmula química ScYNb₂O₈. Es tracta d'una espècie aprovada per l'Associació Mineralògica Internacional, i publicada el 2021. Cristal·litza en el sistema monoclínic. La seva duresa a l'escala de Mohs és 5.
L'exemplar que va servir per a determinar l'espècie, el que es coneix com a material tipus, es troba conservat a les col·leccions del Museu Mineralògic Fersmann, de l'Acadèmia de Ciències de Rússia, a Moscou (Rússia), amb el número de registre: 5569/1.

## Formació i jaciments
Va ser descoberta a les pegmatites de granit de Leskhozovskiy, a Shughnon (Gorno-Badakhxan, Tadjikistan), on es troba en forma de grans d'entre 10 i 150 μm de mida. També s'hi va trobar un únic cristall ben format de 200 μm de longitud. Aquest indret és l'únic a tot el planeta on ha estat descrita aquesta espècie mineral.